# Kivijärvi (sjö i Finland, Birkaland, lat 61,28, long 23,25)
Kivijärvi är en sjö i Finland. Den ligger i kommunen Sastamala i landskapet Birkaland, i den södra delen av landet, 150 km nordväst om huvudstaden Helsingfors. Kivijärvi ligger 120 meter över havet. I omgivningarna runt Kivijärvi växer i huvudsak blandskog. Arean är 47 hektar och strandlinjen är 6,16 kilometer lång. Sjön  ingår i Kumo älvs huvudavrinningsområde. 